# Eagle Air (Island)
Eagle Air (bis 2008 Ernir Air; isländisch Flugfélagið Ernir) ist der Markenname der Flugfélagið Ernir ehf. Sie ist eine isländische Fluggesellschaft mit Sitz in Kópavogur und Basis auf dem Flughafen Reykjavík.

## Geschichte
Eagle Air wurde 1970 von Hördur Gudmundsson und seiner Familie unter dem Namen Flugfélagið Ernir in Ísafjörður gegründet. Das Unternehmen bot anfangs nationale Lufttaxidienste auf Charterflugbasis an, wobei der Schwerpunkt auf Ambulanzflügen lag. Diese wurden Mitte der 1980er Jahre auf Europa ausgeweitet. Zudem wurden seit den frühen 1990er Jahren unter dem Namen Enir Airlines auch medizinische Versorgungsflüge in Ostafrika durchgeführt. Zu dieser Zeit setzte das Unternehmen unter anderem De Havilland DHC-6 Twin Otter ein. Im Jahr 2003 wurde das Geschäftsfeld erweitert und neben medizinischen Rettungsflügen sowie touristischen Charterflügen auch nationale Liniendienste angeboten. Mit Aufnahme des regionalen Linienflugbetriebs änderte die Gesellschaft ihren Namen in Ernir Air. Im Jahr 2008 erfolgte die nochmalige Änderung des Firmennamens in Eagle Air.
Im Januar 2019 wurde die Fluggesellschaft von der isländischen Isavia aufgrund ausstehender Zahlungen gegroundet. Die Gesellschaft nahm den Betrieb nach einer Unterbrechung von einem Monat am 4. Februar 2019 wieder auf.

## Dienstleistungen
Eagle Air bietet nationale Linien-, Rund- und Charterflüge sowie Ambulanzflüge an.

## Flugziele
Folgende Flugziele werden von Eagle Air bedient:
| Staat  | Ort oder Insel | IATA | ICAO | Flughafen                | Anmerkungen |
| ------ | -------------- | ---- | ---- | ------------------------ | ----------- |
| Island | Bíldudalur     | BIU  | BIBD | Flugplatz Bíldudalur     | eingestellt |
| Island | Gjögur         | GJR  | BIGJ | Flughafen Gjögur         | eingestellt |
| Island | Heimaey        | VEY  | BIVM | Flughafen Vestmannaeyjar | eingestellt |
| Island | Höfn           | HFN  | BIHN | Flughafen Hornafjörður   |             |
| Island | Húsavík        | HZK  | BIHU | Flughafen Húsavík        |             |
| Island | Reykjavík      | RKV  | BIRK | Flughafen Reykjavík      | Basis       |
| Island | Sauðárkrókur   | SAK  | BIKR | Flughafen Sauðárkrókur   | eingestellt |

## Flotte
Mit Stand März 2023 besteht die Flotte der Eagle Air aus acht Flugzeugen:
| Flugzeugtyp            | Anzahl | bestellt | Luftfahrzeugkennzeichen | Anmerkungen                 | Sitzplätze |  |
| ---------------------- | ------ | -------- | ----------------------- | --------------------------- | ---------- |  |
| BAe Jetstream 31       | 1      |          | TF-ORD                  |                             | 21         |  |
| BAe Jetstream 32       | 2      |          | TF-ORA                  |                             | 19         |  |
| BAe Jetstream 32       | 2      | TF-ORC   |                         |                             | 19         |  |
| Cessna 185             | 1      |          | TF-ORN                  |                             | 05         |  |
| Cessna 207             | 1      |          | TF-ORB                  |                             | 07         |  |
| Cessna 441             | 1      |          | TF-ORF                  |                             | 09         |  |
| Dornier 328-100        | 1      |          | TF-ORI                  | von MHS Aviation übernommen | 32         |  |
| Piper PA-31-325 Navajo | 1      |          | TF-ORE                  |                             | 07         |  |
| Gesamt                 | 8      | —        |                         |                             |            |  |